# 잃어버린 겨울
《잃어버린 겨울》는 1980년 3월 29일부터 1980년 8월 31일까지 방영한 TBC 주말연속극이다.

## 등장 인물
- 유지인
- 이덕화
- 노주현
- 이순재
- 사미자
- 김을동